# Тростниковый астрильд
Тростниковый астрильд (лат. Bathilda ruficauda) — вид птиц семейства вьюрковых ткачиков. Единственный представитель в роде  
Bathilda.

## Описание
Тростниковый астрильд достигает длины 11 см. Лицо, а также лоб и подбородок у самца красного цвета. Перья хвоста темно-красные. Горло и грудь, а также спина и кроющие перья крыльев зеленовато-серые. Необычны у этого вида маленькие каплеобразные пятна белого цвета. Они идут от головы через горло и грудь до боковых сторон тела.
В целом самка менее красочна чем самец. Оперение тела скорее серо-зелёное. Красная окраска лица выражена гораздо меньше и может ограничиться окрестностью глаз.

## Распространение
Тростниковый астрильд распространён от запада до севера Австралии. Сегодня вид состоит из нескольких маленьких, изолированных друг от друга популяций. Сравнение областей распространения с начала 20-го столетия показывает, что основной центр распространения сместился с востока на запад.
Различают три подвида тростникового астроида:
- B. r. ruficauda (Gould, 1837) представляет собой номинативную форму, обитающую (или обитавшую) на востоке Австралии. Он встречался первоначально от центрального Квинсленда до центрального Нового Южного Уэльса. Этот подвид крайне редок или уже вымер. Причина — это разрушение жизненного пространства, устройство пастбищ, которое привело к уничтожению кормовых растений.
- B. r. clarescens Hartert, 1899 равен по размеру номинативной форме, но отличается более интенсивными цветами. Он проживает на севере и северо-западе Квинсленда, а также на севере и северо-западе Западной Австралии. Его популяция в природе резко сократилась в 20-м веке.
- B. r. subclarescens (Mathews, 1912)

Тростниковый астрильд населяет похожие жизненные пространства, что и каштановогрудая амадина и жёлтая муния. Вблизи побережья ими являются протяжённые болотистые местности с зарослями дикого риса, тростника, камыша и различных трав. Далее вглубь страны он встречается на влажных лугах, поросшими маленькими кустами и деревьями. Существенное требование к жизненному пространству — это наличие относительно густой поросли травы.

## Образ жизни
Тростниковый астрильд питается, прежде всего, семенами трав, предпочитая семена в полузрелом состоянии, найти которые можно в болотистых местностях вплоть до сухого сезона. Наряду с этим значительную роль играют насекомые. К началу сезона дождей, когда летучих насекомых особенно много, это почти только насекомоядная птица. Тростниковый астрильд очень редко ищет корм на земле, очень умело лазая, прежде всего, по вертикальным стебелькам. В самое жаркое время суток он прячется в кроне деревьев. Птицы образуют стаи в количестве до 30 особей. У этой стаи очень прямой и равномерный полёт. Также как стаи скворцов, они способны к абсолютно синхронным поворотам. Только немногие австралийские виды ткачиковых вьюрков, среди которых полосатая амадина и 3 вида муний, показывают такую форму полёта.
Тростниковый астрильд гнездится во второй половине сезона дождей с декабря по август. Тем самым у вида довольно долгий период гнездования, чем у большинства австралийских вьюрковых ткачиков. Это связано, предположительно, с его влажным жизненным пространством, которое предлагает подходящее питание в течение более долгого периода, достаточного для выкармливания выводка.
Во время токования самец прыгает на месте с вытянутыми лапками вверх и вниз, держа длинный стебелёк в клюве, совершая после каждой посадки глубокий поклон. Прыжками он медленно приближается к самке. В непосредственной близости от самки он вытягивает и сгибает лапки. У самок похожий танец токования, когда они одни.
Гнездо, свитое из длинных соломинок, строится предпочтительно ближе к земле. В кладке чаще от 5 до 6 яиц, высиживают которые обе взрослые птицы. Птенцы вылупляются примерно через 14 дней и становятся на крыло через 21 день. Они достигают половой зрелости после окончания линьки через 4—6 месяцев.

## Содержание в неволе
Красочные тростниковые астрильды были ввезены в Европу уже во второй половине 19-го столетия как декоративные птицы. Первые птицы были показаны в 1860 году в Зоологическом саду Лондона. В 1875 году ими впервые торговали также в Германии. С тех пор их импортировали (до и после войны) регулярно. С 1960 года Австралия запретила вывоз этого вида птиц. С тех пор в торговле находятся только выращенные птицы. Это выносливые птицы. Во Франкфуртском зоопарке самец прожил 14 лет. Для правильного содержания вида необходим хорошо структурированный вольер.